# Karl Horn (Politiker, 1888)
Karl Horn (* 3. Juni 1888 in Nieder-Olm, Rheinhessen; † 13. Juli 1971 in Bad Homburg vor der Höhe) war ein deutscher Politiker (CDU) und Oberbürgermeister der Stadt Bad Homburg.

## Ausbildung und Beruf
Karl Horn war das fünfte von zehn Kindern eines Landwirts. Nach dem Besuch der Volksschule arbeitete er ab dem 3. Oktober 1911 bei den Frankfurter Stadtwerken als Arbeiter. 1913 wurde er Angestellter und 1915 Beamter der Stadtwerke. Er bildete sich fort und legte das Examen in Staats- und Wirtschaftswissenschaften ab. 1925 wurde er Leiter des Wirtschaftsreferats des Verkehrsamtes Frankfurts.

## Politik
1926 wurde er zum Bürgermeister von Oberursel gewählt und blieb dort bis zu seiner Amtsenthebung im Rahmen der Machtergreifung 1933. 1934 wurde er zum Ersten Beigeordneten und Stadtkämmerer in Wetzlar berufen. Diese Stelle hatte er bis zu seiner Verhaftung 1943 inne.

## Verhaftung
Am 5. Dezember 1943 wurde Karl Horn wegen „defätistischer Äußerungen“ verhaftet. Er hatte auf einer privaten Veranstaltung bei dem Unternehmer Ernst Leitz im Juni 1943 Zweifel am „Endsieg“ geäußert und war von anderen Gästen angezeigt worden.
Leitz setzte sich für ihn im Reichswirtschaftsministerium ein und gab als Zeuge in der folgenden Gerichtsverhandlung an, die Äußerungen seien so nicht gefallen. Wegen Mangels an Beweisen wurde Horn daraufhin am 24. Juni 1944 aus der Untersuchungshaft entlassen. Er verlor seine Stellung als Kämmerer der Stadt Wetzlar und übernahm in Wiesbaden die Geschäftsleitung der Gemeinnützigen Wohnungsgesellschaft.

## Erneute politische Tätigkeit nach dem Krieg
Die amerikanische Militärregierung setzte ihn im Mai 1945 wieder in sein früheres Amt in Wetzlar ein und ernannte ihn kurz danach zum Bürgermeister. Nach vier Monaten trat er jedoch aus Protest gegen die Art und Weise der Durchführung der Entnazifizierung zurück und trat am 1. Januar 1946 im Alter von 57 Jahren in den Ruhestand. Zwei Jahre später kandidierte er für die CDU, der er zwischenzeitlich beigetreten war, als Oberbürgermeister von Bad Homburg. Am 1. Juli 1948 trat er das Amt an. Den Schwerpunkt seiner Arbeit bildeten das Wohnungswesen, die Ansiedlung von Gewerbe, der Bau von Schulen und die Sicherstellung der Wasserversorgung für die wachsende Stadt. In seine Amtszeit fielen Initiativen zur Bildung von Städtepartnerschaften. Am 2. Juli 1962 schied er aus dem Amt aus. Sein Nachfolger wurde Armin Klein.
Karl Horn starb am 13. Juli 1971 im Alter von 83 Jahren. Er wurde auf dem Waldfriedhof in Bad Homburg begraben.

## Ehrungen
Karl Horn erhielt 1957 die Freiherr-vom-Stein-Plakette als Auszeichnung für seine kommunale Arbeit. 1958 wurde er mit dem Großen Verdienstkreuz des Verdienstordens der Bundesrepublik geehrt. 1962 ernannte ihn die Stadt Bad Homburg zum Ehrenbürger. Am 3. Juni 1968 erhielt er die Ehrenplakette der Stadt Bad Homburg.
Nach Karl Horn wurde die Karl-Horn-Straße in Kirdorf und ein Spazierweg im Kurpark benannt. Seine von Otto Weber-Hartl geschaffene Büste befindet sich in einem Konferenzraum des Rathauses.